# Catedral Antiga de Salamanca
La Catedral de Santa Maria, coneguda com a Catedral Antiga és una de les dues catedrals de Salamanca. Fundada pel bisbe Jeroni de Perigord, es va començar a construir en el primer terç del segle xii i es va acabar a la fi del segle xiv, en estil romànic i gòtic. Es va acabar gràcies a l'impuls que va donar a les obres el bisbe Alfonso Barasaque. Està dedicada a Santa Maria de la Seu.